# Eduardo Ruiz Asmussen
Eduardo Ruiz Asmussen, diplomático chileno, actual Embajador de Chile en Indonesia (2014-).

## Biografía
En 1974 es egresado de la Facultad de Derecho de la Universidad de Chile y de la Academia Diplomática de Chile “Andrés Bello”, en la que desarrolló labores de docencia en la Cátedra de Relaciones Internacionales.
Realizó estudios de especialización en Política Internacional en la Universidad Javeriana (Bogotá, Colombia) y de Economía Internacional en UNITAR (Naciones Unidas; Ginebra, Suiza).
Durante su trayectoria como miembro del Servicio Exterior, se ha desempeñado en la Misión de Chile ante los Organismos Internacionales con sede en Ginebra (1984-1986), así como en las Embajadas de Chile ante el Reino de Bélgica y el Gran Ducado de Luxemburgo(1975-1977), Brasil(1978-1979), Colombia (1982-1984) y Argentina (1989-1991), y en los Consulados Generales de Chile en Córdoba (1992-1993), París (1996-2001) y Sídney (2002-2007).
En el Ministerio de Relaciones Exteriores, se ha desempeñado en la Direcciones de Recursos Humanos y de Planificación; como Subdirector de Política Bilateral Américas; Subdirector de Ceremonial y Protocolo (1994-1996); Director Interino y Jefe del Departamento de Naciones Unidas de la Dirección de Asuntos Económicos Multilaterales (1987-1988); Subdirector de Asuntos de Europa (2001-2002) y Sub Director de la Dirección de Medio Oriente y África, Diremoa (2008-2010).
Asimismo, durante su carrera diplomática, ha sido miembro de la Delegación chilena en variadas reuniones internacionales en el marco de las Naciones Unidas, del Consenso de Cartagena, del Sistema Económico Latinoamericano (SELA), de la Comisión Económica para América Latina (CEPAL) y Conferencia de las Naciones Unidas para el Comercio y Desarrollo (UNCTAD), entre otras.
Ha recibido condecoraciones de Brasil, Croacia, Ucrania, Italia, Francia y Polonia.